# Ball of Confusion (That's What the World Is Today)
Ball of Confusion (That's What the World Is Today) is een hitsingle van de Amerikaanse Motowngroep The Temptations. Het nummer is, samen met Beauty Is Only Skin Deep, de enige single van de groep uit hun hoogtijdagen, 1964-1973, die uitgebracht werd zonder dat het van een album afkwam. In eerste instantie zou Ball of Confusion (That's What the World Is Today) verschijnen op Psychedelic Shack, het negentiende album van de groep. Uiteindelijk werd ervoor gekozen dit niet te doen, omdat Ball of Confusion niet veel gemeen zou hebben met de titeltrack, Psychedelic Shack, en daardoor de kracht van het album zou afzwakken. Later zou Ball of Confusion wel deel uitmaken van de nummers die op het album Greatest Hits, Vol. 2 verschenen.
Ball of Confusion (That's What the World Is Today) werd geschreven door Barrett Strong en Norman Whitfield. De laatstgenoemde produceerde het nummer ook. Net als voorgangers als Psychedelic Shack en Run Away Child, Running Wild duikt het nummer in kwestie diep de psychedelic soulsfeer in. Wat de voorgaande nummers en Ball of Confusion niet gemeen hebben is dat Ball of Confusion een politieke boodschap heeft. Het nummer spreekt zich uit tegen onder andere de Vietnamoorlog, drugsmisbruik en segregatie. Er wordt echter geen duidelijk standpunt genomen in het nummer. Dit komt doordat een ander nummer van de groep, War, afgekeurd werd door Motown, omdat het te politiek betrokken was en het zo minder zou worden verkocht. Overigens werd War later wel uitgebracht, door Edwin Starr die er zijn enige nummer 1-hit mee kende. Ball of Confusion (That's What the World Is Today) was net als War ook een grote hit. Het behaalde de tweede positie in de R&B lijst, de derde plaats in de poplijst van de VS en de zevende plaats in de poplijst van het Verenigd Koninkrijk. Met de laatstgenoemde notering was het nummer de meest succesvolle single van de groep in Groot-Brittannië.
De instrumentatie werd, zoals op bijna alle Motownopnames tot en met 1972, verzorgd door The Funk Brothers. Er werden twee drums gebruikt om het nummer meer kracht te geven. Om diezelfde reden werden er ook wah-wahgitaren en een orgel gebruikt. De baslijn is gedurende het hele nummer, behalve tijdens de twee instrumentale tussenstukken, hetzelfde en werd gespeeld door Bob Babbitt. James Jamerson, een andere bassist van Motown, speelde meestal de basslijnen, maar speelde op Ball of Confusion (That's What the World Is Today) niet mee omdat producer Norman Whitfield dacht hij zich niet aan de vaste baslijn zou houden.
Op Otis Williams na zingen alle leden van The Temptations lead in het nummer. Toen de leden de bladmuziek voor het eerst zagen, dachten ze dat ze de tekst nooit zouden kunnen uitspreken omdat het veel te snel zou zijn. Uiteindelijk bleek dat Dennis Edwards een groot deel hiervan kon doen en zo lukte het toch. Ook is Ball of Confusion een van de weinige nummers van de groep waarop Eddie Kendricks niet alleen falsetto maar ook tenor zingt.
Ball of Confusion (That's What the World Is Today) werd meerdere malen gecoverd door onder andere artiesten als Tina Turner, Duran Duran, The Undisputed Truth, The Neville Brothers en Widespread Panic. Ook werd het nummer gebruikt in de film Sister Act 2: Back in the Habit. Onder andere Whoopi Goldberg en Kathy Najimy zongen toen mee.
De B-kant van Ball of Confusion (That's What the World Is Today) is It's Summer, afkomstig van het album Psychedelic Shack. Later werd dit nummer uitgebracht als een A-kant van een single, met als B-kant I'm the Exception to the Rule.

## Bezetting
- Lead: Eddie Kendricks, Dennis Edwards, Paul Williams en Melvin Franklin
- Achtergrond: Otis Williams, Paul Williams, Melvin Franklin, Eddie Kendricks en Dennis Edwards
- Instrumentatie: The Funk Brothers
- Schrijvers: Norman Whitfield en Barrett Strong
- Productie: Norman Whitfield